# Marta Unzué
Marta Unzué Urdániz (Pamplona, 4 de julio de 1988) es una futbolista española. Juega como defensa en el Athletic Club de la Primera División de España.

## Trayectoria
Formada en la cantera del Club Atlético Osasuna, jugó en el equipo navarro entre 2003 y 2006, cuando fichó por el Fútbol Club Barcelona. En su primera temporada en el club catalán el equipo bajó a Segunda División, pero retornó a Primera. Pasó a ser la capitana del equipo tras la marcha de Vicky Losada en 2015.
En julio de 2018 fue cedida por dos temporadas al Athletic Club.

## Selección nacional
Ha sido internacional con la Selección femenina de fútbol del País Vasco.

## Familia
Llegó al Barcelona con su hermana gemela Elba Unzué, quien dejó el club tras cuatro temporadas. Es sobrina de Eusebio Unzué, director del Movistar Team, y de Juan Carlos Unzué, entrenador de fútbol y quien también jugó en el Osasuna y en el Barcelona.

## Palmarés

### Campeonatos nacionales
| Título                   | Club                  | País   | Año  |
| ------------------------ | --------------------- | ------ | ---- |
| Copa de la Reina         | Fútbol Club Barcelona | España | 2011 |
| Liga de Primera División | Fútbol Club Barcelona | España | 2012 |
| Liga de Primera División | Fútbol Club Barcelona | España | 2013 |
| Copa de la Reina         | Fútbol Club Barcelona | España | 2013 |
| Liga de Primera División | Fútbol Club Barcelona | España | 2014 |
| Copa de la Reina         | Fútbol Club Barcelona | España | 2014 |
| Liga de Primera División | Fútbol Club Barcelona | España | 2015 |
| Copa de la Reina         | Fútbol Club Barcelona | España | 2017 |
| Copa de la Reina         | Fútbol Club Barcelona | España | 2018 |